# Harry Bunn
Harry Charles Bunn (Oldham, 21 novembre 1992) è un calciatore inglese, attaccante dell'Hyde United.

## Biografia
Suo padre Frank è stato a sua volta un calciatore professionista (oltre che un allenatore).

## Carriera
Ha giocato 3 partite nella prima divisione scozzese con il Kilmarnock e 91 partite nella seconda divisione inglese con l'Huddersfield Town.